# 無限制潛艇戰
無限制潛艇戰（英語：Unrestricted submarine warfare）是不予以警告就攻击商船的海战。这种做法跟传统上的海上抢劫不同，海上抢劫会给予警告，让商船有机会抛弃货物把命留下。

## 第一次世界大戰
第一次世界大戰中，德國對英國實施海上封鎖，英國作为島國需要其他國家的物資援助。在此次封鎖中，不論任何船隻只要向英國方向行驶，且不管是前往英國還是經過，一律以潛艇擊沉，當中有不少無辜船隻被擊沉。

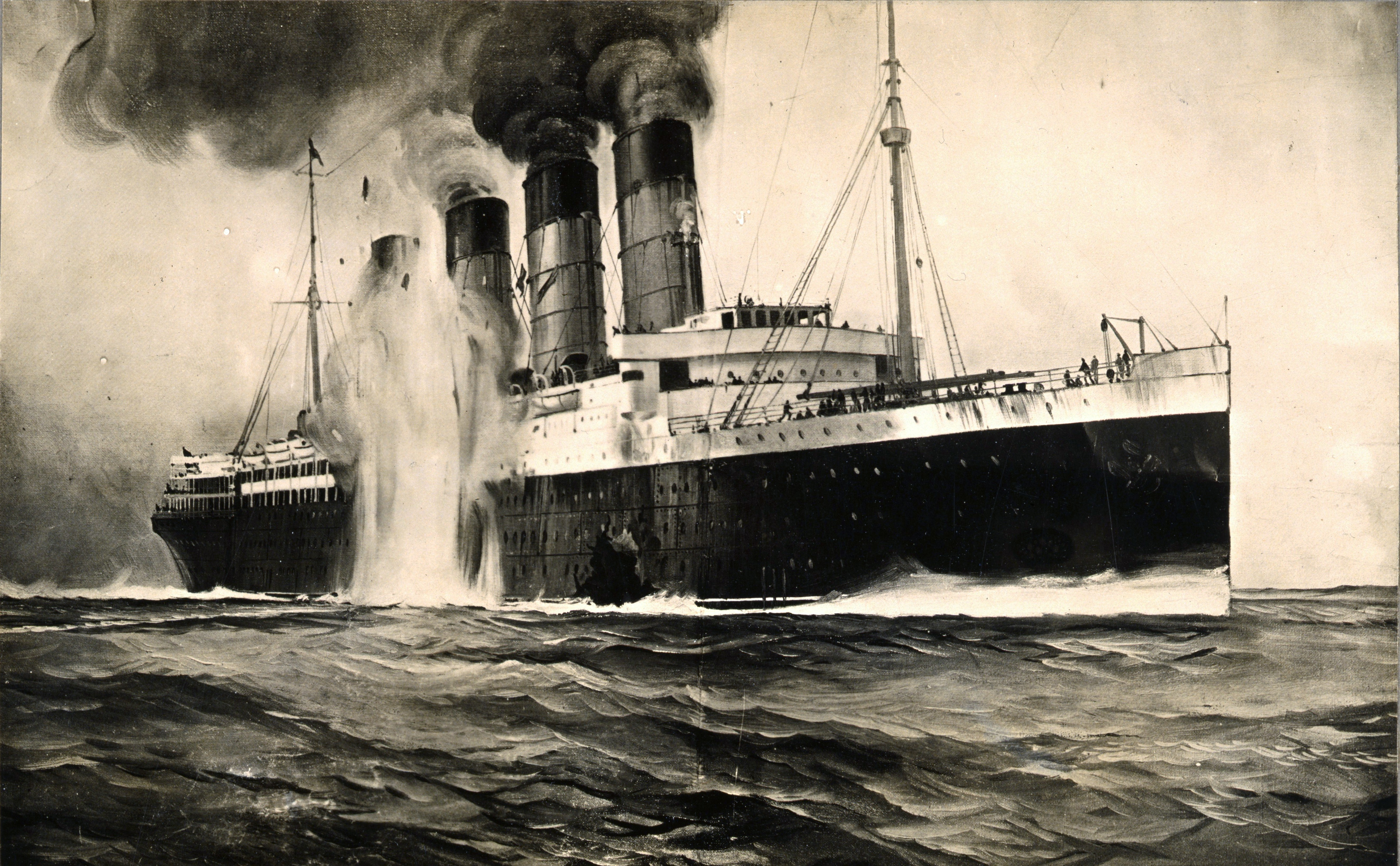
盧西塔尼亞號被U-20的魚雷擊中

此事令美國經濟大受打擊，原因是美國最依靠作戰國買入軍火作經濟支柱，不過海路被阻並不是美國參戰的直接理由。因為其後，德軍在1915年5月7日擊沉一艘美國商船及一艘載有美國遊客的英國郵輪「盧西塔尼亞號」，令1198人死亡（即盧西塔尼亞號沉沒事件），美國雖然不滿，但仍未因此而參戰；美國參戰的主因是後來因為德國煽動墨西哥反美才參戰，间接造成最後德國戰敗。

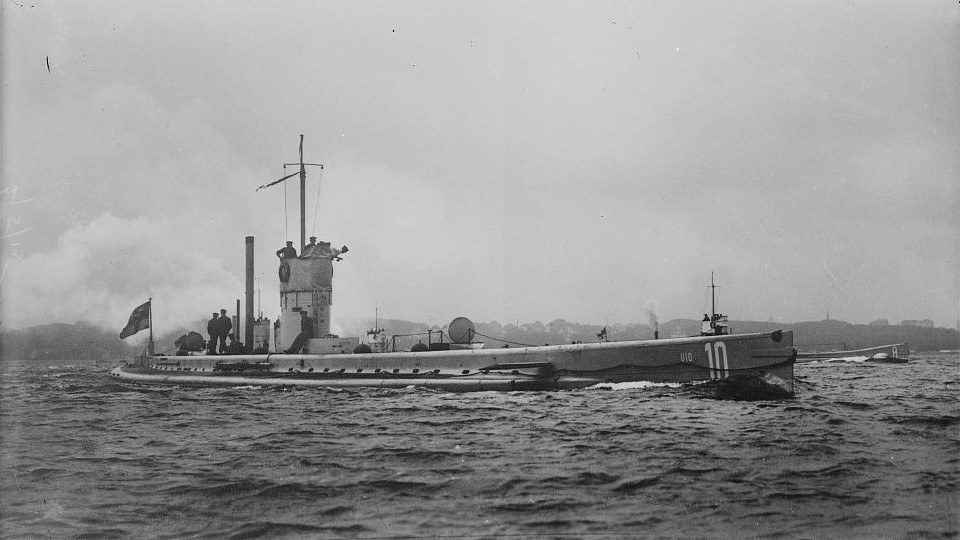
一戰時期的德國U潛艇U-10

德國每一年遞增每月出動潛艇襲擊英美商船隊，希望能迫使仰賴海上運輸的英國經濟受到打擊，根據史實，德國的出動潛艇如下：
- 1916年：出動360艘（後來因為美國抗議而取消）
- 1917年：出動720艘
- 1918年：出動1320艘（再次實行）
- 1918年：出動180艘

## 第二次世界大戰

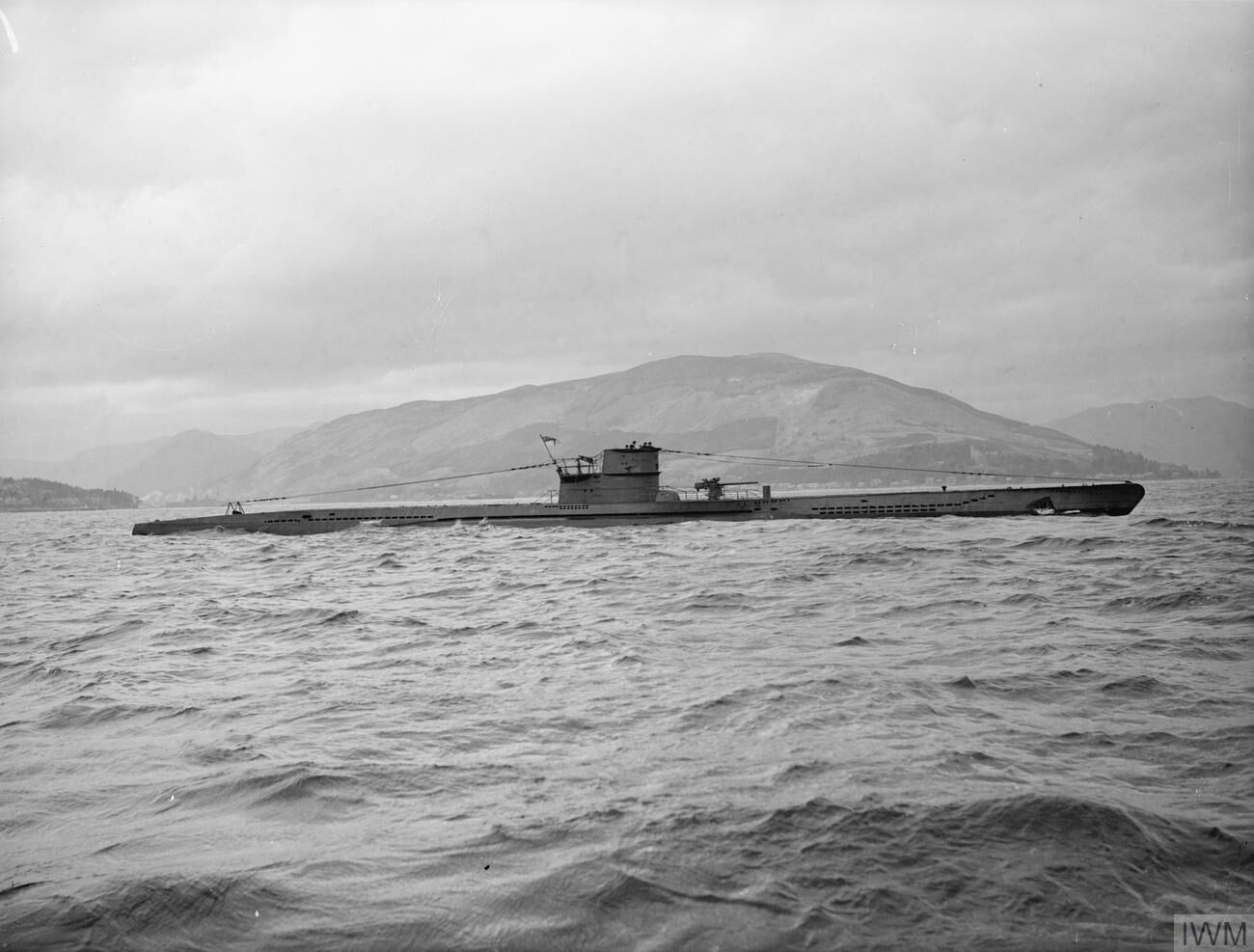
二戰時期的德國U潛艇U-570

德軍於二次大戰於大西洋使用大量潛艦（U潛艇；Untersee-boot）截擊越洋船隻，以圖阻止美國援歐的行動。所攻擊船艦包括軍艦、運兵船、運送軍事物資醫院艦、以及其他民用船艦。美軍則以護航艦團作為對策，減少大量損失。

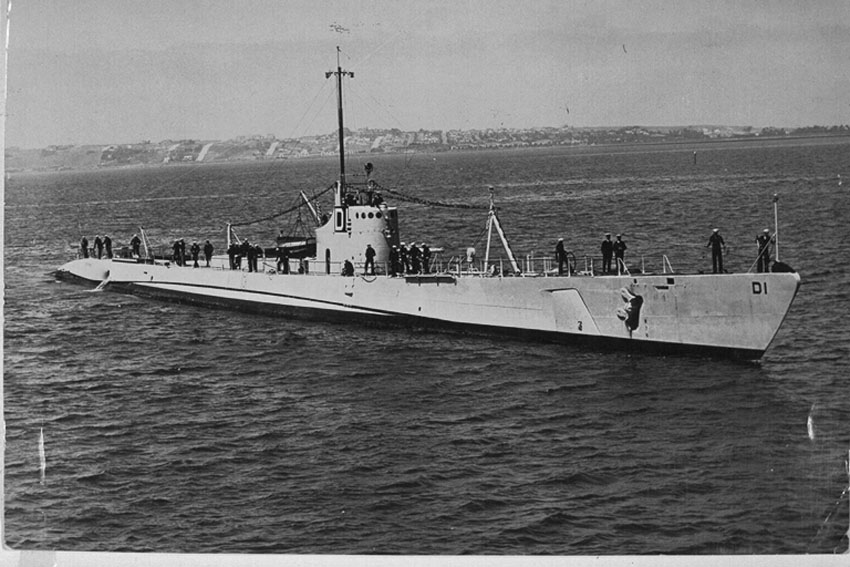
美國海軍潛艦海豚號（SS-169）

同時在太平洋戰場，美軍潛艇同樣對日本進行無差別潛艇戰略，擊沉大量日本商船，尤其是大批往返於日本、台灣、菲律賓、中國戰區、東南亞戰區等地的運兵船及運輸艦，使得日本無法將各戰區或佔領區的軍用和民用物資作有效分配；到了二戰末期，因美軍的海路封鎖，日本本土已經變成名副其實的海上孤島。